# Persone di cognome Lewis
| Questa pagina contiene informazioni ricavate automaticamente dalle voci biografiche con l'ausilio del template Bio e di un bot. L'aggiornamento è periodico e automatico e ricostruisce completamente la pagina. Se manca una persona in questa lista, sei pregato di non aggiungerla, ma accertati piuttosto che la sua voce biografica contenga il template Bio e che i dati anagrafici siano correttamente compilati. Se il template Bio manca, inseriscilo tu stesso o, in alternativa, metti l'avviso {{tmp\|Bio}} che ne segnala la mancanza. Se i dati riportati sono sbagliati, correggi direttamente la voce biografica; le modifiche saranno visibili in questa lista entro pochi giorni. Per chiarimenti vedi il progetto antroponimi. La lista contiene solo le 253 persone che sono citate nell'enciclopedia e per le quali è stato implementato correttamente il template Bio. Pagina aggiornata al 7 ago 2025. |

Questa è una lista di persone presenti nell'enciclopedia che hanno il cognome Lewis, suddivise per attività principale.

## Allenatori di pallavolo(1)
- Daniel Lewis, allenatore di pallavolo e ex pallavolista canadese (Oakville, n. 1976)

## Antropologi(1)
- Oscar Lewis, antropologo statunitense (New York, n. 1914 - † 1970)

## Arbitri di calcio(1)
- William Lewis, arbitro di calcio e allenatore di calcio inglese (Brentford, n. 1860 - Brentford, † 1916)

## Artisti marziali(1)
- Joe Lewis, artista marziale statunitense (Knightdale, n. 1944 - Coatesville, † 2012)

## Artisti marziali misti(1)
- Derrick Lewis, artista marziale misto statunitense (New Orleans, n. 1985)

## Attori(26)
- Ben Lewis, attore e cantante australiano (Londra, n. 1979)
- Damian Lewis, attore e produttore cinematografico britannico (Londra, n. 1971)
- David Lewis, attore canadese (Vancouver, n. 1976)
- Emmanuel Lewis, attore statunitense (New York, n. 1971)
- Forrest Lewis, attore statunitense (Knightstown, n. 1899 - † 1977)
- Gary Lewis, attore britannico (Glasgow, n. 1957)
- Geoffrey Lewis, attore statunitense (San Diego, n. 1935 - Los Angeles, † 2015)
- George J. Lewis, attore messicano (Guadalajara, n. 1903 - Rancho Santa Fe, † 1995)
- Gus Lewis, attore britannico (New York, n. 1993)
- Iwan Lewis, attore e cantante inglese (Llandeilo, n. 1988)
- Jason Lewis, attore e modello statunitense (Newport Beach, n. 1971)
- Jesse Lewis, attore e cantante giapponese (Tokyo, n. 1996)
- David Lewis, attore statunitense (Pittsburgh, n. 1916 - Los Angeles, † 2000)
- Johnny Lewis, attore statunitense (Los Angeles, n. 1983 - Los Angeles, † 2012)
- Judah Lewis, attore statunitense (n. 2001)
- Matthew Lewis, attore britannico (Leeds, n. 1989)
- Mitchell Lewis, attore statunitense (Syracuse, n. 1880 - Los Angeles, † 1956)
- Norm Lewis, attore e baritono statunitense (Tallahassee, n. 1963)
- Phill Lewis, attore statunitense (Arua, n. 1968)
- Ralph Lewis, attore statunitense (Englewood, n. 1872 - Los Angeles, † 1937)
- Reg Lewis, attore statunitense (Niles, n. 1936 - Los Angeles, † 2021)
- Richard Lewis, attore e comico statunitense (New York, n. 1947 - Los Angeles, † 2024)
- Robert Lewis, attore e regista statunitense (Brooklyn, n. 1909 - New York, † 1997)
- Sheldon Lewis, attore statunitense (Filadelfia, n. 1868 - San Gabriel, † 1958)
- Tom Lewis, attore statunitense (New Brunswick, n. 1867 - New York, † 1927)
- Walter P. Lewis, attore statunitense (Albany, n. 1866 - † 1932)

## Attrici(18)
- Charlotte Lewis, attrice inglese (Londra, n. 1967)
- Dawnn Lewis, attrice e doppiatrice statunitense (Brooklyn, n. 1961)
- Diana Lewis, attrice statunitense (Asbury Park, n. 1919 - Rancho Mirage, † 1997)
- Clea Lewis, attrice e cantante statunitense (Cleveland Heights, n. 1965)
- Fiona Lewis, attrice britannica (Westcliff-on-Sea, n. 1946)
- Grace Lewis, attrice statunitense
- Jenifer Lewis, attrice statunitense (Kinloch, n. 1957)
- Jenny Lewis, attrice, cantante e musicista statunitense (Las Vegas, n. 1976)
- Juliette Lewis, attrice e cantante statunitense (Los Angeles, n. 1973)
- Kecia Lewis, attrice statunitense (New York, n. 1965)
- Kelsey Lewis, attrice statunitense (Lancaster, n. 1995 - San Jacinto, † 2024)
- Kimrie Lewis, attrice statunitense (Los Angeles, n. 1982)
- Laya Lewis, attrice inglese (Londra, n. 1992)
- Marcia Lewis, attrice e cantante statunitense (Melrose, n. 1938 - Brentwood, † 2010)
- Monica Lewis, attrice statunitense (Chicago, n. 1922 - Woodland Hills, † 2015)
- Vera Lewis, attrice statunitense (New York, n. 1873 - Woodland Hills, † 1956)
- Vicki Lewis, attrice e cantante statunitense (Cincinnati, n. 1960)
- Ida Lewis, attrice statunitense (New York, n. 1848 - Los Angeles, † 1935)

## Aviatori(1)
- Cecil Arthur Lewis, aviatore e sceneggiatore inglese (Birkenhead, n. 1898 - Londra, † 1997)

## Avvocati(1)
- George Henry Lewis, avvocato inglese (Holborn, n. 1833 - Londra, † 1911)

## Batteristi(2)
- Gary Lewis, batterista e cantante statunitense (Newark, n. 1946)
- Mel Lewis, batterista statunitense (Buffalo, n. 1929 - New York, † 1990)

## Calciatori(22)
- Andre Lewis, calciatore giamaicano (Spanish Town, n. 1994)
- Charles Lewis, calciatore inglese (Plumstead, n. 1886 - † 1967)
- Clayton Lewis, calciatore neozelandese (Wellington, n. 1997)
- Dan Lewis, calciatore gallese (Maerdy, n. 1902 - † 1965)
- Eddie Lewis, ex calciatore statunitense (Cerritos, n. 1974)
- Fernando Lewis, calciatore olandese (L'Aia, n. 1993)
- Franklin Lewis, calciatore olandese (Haarlem, n. 1999)
- Frederick Lewis, ex calciatore bermudiano (Hamilton)
- Jamal Lewis, calciatore nordirlandese (Luton, n. 1998)
- Jim Lewis, calciatore inglese (Londra, n. 1927 - Kelvedon Hatch, † 2011)
- Jamoi Topey, calciatore giamaicano (Portmore, n. 2000)
- Joe Lewis, ex calciatore inglese (Suffolk, n. 1987)
- Jonathan Lewis, calciatore statunitense (Atlanta, n. 1997)
- Kevin Lewis, ex calciatore inglese (Ellesmere Port, n. 1940)
- Kevin Lewis, ex calciatore inglese (Kingston upon Hull, n. 1952)
- Leonson Lewis, ex calciatore trinidadiano (San Fernando, n. 1966)
- Lionel Lewis, ex calciatore singaporiano (Singapore, n. 1982)
- Mervin Lewis, calciatore nevisiano (n. 2000)
- Nathan Lewis, ex calciatore trinidadiano (Maloney, n. 1990)
- Reg Lewis, calciatore inglese (Bilston, n. 1920 - Londra, † 1997)
- Rico Lewis, calciatore inglese (Manchester, n. 2004)
- Zeiko Lewis, calciatore bermudiano (Spanish Point, n. 1994)

## Canottieri(3)
- Brad Alan Lewis, ex canottiere statunitense (Los Angeles, n. 1954)
- Mike Lewis, canottiere canadese (Victoria, n. 1981)
- Walter Lewis, canottiere canadese (Orangeville, n. 1885 - Québec City, † 1956)

## Cantanti(12)
- Furry Lewis, cantante e chitarrista statunitense (Greenwood, n. 1893 - Memphis, † 1981)
- Aaron Lewis, cantante e chitarrista statunitense (Rutland, n. 1972)
- Barbara Lewis, cantante statunitense (Salem, n. 1943)
- Blake Lewis, cantante statunitense (Redmond, n. 1981)
- Bobby Lewis, cantante statunitense (Indianapolis, n. 1925 - † 2020)
- Donna Lewis, cantante e musicista gallese (Cardiff, n. 1973)
- Hopeton Lewis, cantante, arrangiatore e disc jockey giamaicano (Kingston, n. 1947 - Brooklyn, † 2014)
- Olivia Lewis, cantante maltese (Qormi, n. 1978)
- Phil Lewis, cantante inglese (Londra, n. 1957)
- Rudy Lewis, cantante statunitense (Filadelfia, n. 1936 - New York, † 1964)
- Shaznay Lewis, cantante britannica (Londra, n. 1975)
- Wendy Lewis, cantante statunitense (Chicago)

## Cantautori(4)
- Dean Lewis, cantautore australiano (Sydney, n. 1987)
- LunchMoney Lewis, cantautore, rapper e paroliere statunitense (Miami, n. 1988)
- Rhys Lewis, cantautore britannico (Oxford, n. 1981)
- SG Lewis, cantautore, disc jockey e musicista britannico (Reading, n. 1994)

## Cantautrici(1)
- Leona Lewis, cantautrice, attrice e personaggio televisivo britannica (Islington, n. 1985)

## Cavalieri(1)
- Jack Lewis, cavaliere irlandese (Limerick, n. 1902 - Dublino, † 1983)

## Cestiste(4)
- Breanna Lewis, ex cestista statunitense (Milwaukee, n. 1994)
- Charlotte Lewis, cestista statunitense (Chicago, n. 1955 - Kansas City, † 2007)
- Eugenie Lewis, ex cestista olandese (Spijkenisse, n. 1968)
- Tynesha Lewis, ex cestista e allenatrice di pallacanestro statunitense (Macclesfield, n. 1979)

## Cestisti(29)
- Bobby Lewis, ex cestista statunitense (Washington, n. 1945)
- Freddie Lewis, ex cestista e allenatore di pallacanestro statunitense (Huntington, n. 1943)
- Freddie Lewis, cestista e allenatore di pallacanestro statunitense (Brooklyn, n. 1921 - El Dorado, † 1994)
- Junie Lewis, ex cestista statunitense (Abington, n. 1966)
- Larry Lewis, ex cestista e allenatore di pallacanestro statunitense (Los Angeles, n. 1969)
- Marcus Lewis, ex cestista statunitense (Long Beach, n. 1986)
- Marcus Lewis, cestista statunitense (Streamwood, n. 1992)
- Mike Lewis, ex cestista statunitense (Missoula, n. 1946)
- Reggie Lewis, cestista statunitense (Baltimora, n. 1965 - Waltham, † 1993)
- Ron Lewis, ex cestista statunitense (Chicago, n. 1984)
- Cedric Lewis, ex cestista statunitense (Washington, n. 1969)
- Chavaughn Lewis, cestista statunitense (Queens, n. 1993)
- Darrel Lewis, ex cestista statunitense (Coatesville, n. 1976)
- Derrick Lewis, ex cestista statunitense (Tarboro, n. 1966)
- Scottie Lewis, cestista statunitense (Bronx, n. 2000)
- Grady Lewis, cestista e allenatore di pallacanestro statunitense (Boyd, n. 1917 - Peoria, † 2009)
- Jaren Lewis, cestista statunitense (Orlando, n. 1996)
- JeQuan Lewis, cestista statunitense (Dickson, n. 1994)
- Justin Lewis, cestista statunitense (Baltimora, n. 2002)
- Kelvin Lewis, ex cestista statunitense (Dallas, n. 1988)
- Martin Lewis, ex cestista statunitense (Liberal, n. 1975)
- Matt Lewis, cestista statunitense (Woodbridge, n. 1998)
- Maxwell Lewis, cestista statunitense (Las Vegas, n. 2002)
- Nick Lewis, ex cestista statunitense (Portland, n. 1983)
- Quincy Lewis, ex cestista statunitense (Little Rock, n. 1977)
- Ralph Lewis, ex cestista e allenatore di pallacanestro statunitense (Filadelfia, n. 1963)
- Rashard Lewis, ex cestista statunitense (Pineville, n. 1979)
- Raymond Lewis, cestista statunitense (Los Angeles, n. 1952 - Los Angeles, † 2001)
- Wendell Lewis, cestista statunitense (Selma, n. 1989)

## Chimici(2)
- Gilbert Lewis, chimico statunitense (Weymouth, n. 1875 - Berkeley, † 1946)
- Winford Lee Lewis, chimico e militare statunitense (Gridley, n. 1878 - Evanston, † 1943)

## Chitarristi(2)
- Matty Lewis, chitarrista e cantante statunitense (Papillion, n. 1975)
- Mike Lewis, chitarrista britannico (Pontypridd, n. 1979)

## Ciclisti su strada(2)
- Craig Lewis, ex ciclista su strada statunitense (Moore, n. 1985)
- Rudolph Lewis, ciclista su strada sudafricano (Pretoria, n. 1887 - Pretoria, † 1933)

## Compositori(1)
- Dominic Lewis, compositore e musicista inglese (Londra, n. 1985)

## Contrabbassisti(2)
- Henry Lewis, contrabbassista e direttore d'orchestra statunitense (Los Angeles, n. 1932 - New York, † 1996)
- Herbie Lewis, contrabbassista statunitense (n. 1941 - † 2007)

## Contralti(1)
- Bertha Lewis, contralto e attrice inglese (Forest Gate, n. 1887 - Cambridge, † 1931)

## Economisti(2)
- John P. Lewis, economista statunitense (Albany, n. 1921 - Montgomery, † 2010)
- W. Arthur Lewis, economista e docente santaluciano (Castries, n. 1915 - Bridgetown, † 1991)

## Esploratori(1)
- Meriwether Lewis, esploratore statunitense (contea di Albemarle, n. 1774 - Hohenwald, † 1809)

## Filosofi(2)
- Clarence Irving Lewis, filosofo e logico statunitense (Stoneham, n. 1883 - Menlo Park, † 1964)
- David Lewis, filosofo statunitense (Oberlin, n. 1941 - Princeton, † 2001)

## Fotoreporter(1)
- Matthew Lewis, fotoreporter statunitense (McDonald, n. 1930 - Thomasville, † 2024)

## Genetisti(1)
- Edward Bok Lewis, genetista statunitense (Wilkes-Barre, n. 1918 - Hollywood, † 2004)

## Giocatori di baseball(1)
- Colby Lewis, giocatore di baseball statunitense (Bakersfield, n. 1979)

## Giocatori di football americano(25)
- Albert Lewis, ex giocatore di football americano statunitense (Mansfield, n. 1960)
- Camron Lewis, giocatore di football americano statunitense
- Damione Lewis, ex giocatore di football americano e allenatore di football americano statunitense (Sulphur Springs, n. 1978)
- Darius Lewis, giocatore di football americano statunitense (Olney, n. 1994)
- David Lewis, ex giocatore di football americano statunitense (Portland, n. 1961)
- D.D. Lewis, ex giocatore di football americano statunitense (Bremerhaven, n. 1979)
- DeWayne Lewis, ex giocatore di football americano statunitense (Lubbock, n. 1985)
- Dion Lewis, giocatore di football americano statunitense (Albany, n. 1990)
- D.D. Lewis, ex giocatore di football americano statunitense (Knoxville, n. 1945)
- Emmanuel Lewis, ex giocatore di football americano e allenatore di football americano statunitense (Bakersfield, n. 1988)
- Frank Lewis, ex giocatore di football americano statunitense (Houma, n. 1947)
- Jamal Lewis, ex giocatore di football americano statunitense (Atlanta, n. 1979)
- Jesse Lewis, ex giocatore di football americano e allenatore di football americano statunitense
- Jourdan Lewis, giocatore di football americano statunitense (Detroit, n. 1995)
- Marcedes Lewis, giocatore di football americano statunitense (Los Alamitos, n. 1984)
- Marvin Lewis, ex giocatore di football americano e allenatore di football americano statunitense (McDonald, n. 1958)
- Myron Lewis, ex giocatore di football americano statunitense (Orlando, n. 1987)
- Ray Lewis, ex giocatore di football americano statunitense (Bartow, n. 1975)
- Ronnell Lewis, ex giocatore di football americano statunitense (Dewar, n. 1990)
- Thaddeus Lewis, giocatore di football americano statunitense (Opa-locka, n. 1987)
- Thomas Lewis, ex giocatore di football americano statunitense (Akron, n. 1972)
- Tim Lewis, ex giocatore di football americano e allenatore di football americano statunitense (Quakertown, n. 1961)
- Travis Lewis, giocatore di football americano statunitense (San Antonio, n. 1988)
- Tyquan Lewis, giocatore di football americano statunitense (Tarboro, n. 1995)
- Will Lewis, ex giocatore di football americano, allenatore di football americano e dirigente sportivo statunitense (Quakertown, n. 1958)

## Hockeisti su ghiaccio(1)
- Trevor Lewis, hockeista su ghiaccio statunitense (Salt Lake City, n. 1987)

## Imprenditori(1)
- Joe Lewis, imprenditore inglese (Londra, n. 1937)

## Insegnanti(1)
- Henry Lewis, insegnante e linguista britannico (Ynystawe, n. 1889 - † 1968)

## Lottatori(2)
- Frank Lewis, lottatore statunitense (n. 1912 - † 1998)
- Randall Lewis, ex lottatore statunitense (Rapid City, n. 1959)

## Lunghiste(1)
- Carol Lewis, ex lunghista statunitense (Birmingham, n. 1963)

## Medici(1)
- Thomas Lewis, medico e cardiologo britannico (Cardiff, n. 1881 - Rickmansworth, † 1945)

## Mezzofondiste(1)
- Tamsyn Lewis, ex mezzofondista e velocista australiana (Melbourne, n. 1978)

## Militari(2)
- Isaac Newton Lewis, militare statunitense (New Salem, n. 1858 - Hoboken, † 1931)
- Charles Masson, militare e esploratore britannico (Londra, n. 1800 - Londra, † 1853)

## Mistici(1)
- Harvey Spencer Lewis, mistico e filosofo statunitense (Frenchtown, n. 1883 - San Jose, † 1939)

## Modelle(1)
- Ananda Lewis, modella e conduttrice televisiva statunitense (San Diego, n. 1973 - Los Angeles, † 2025)

## Multipliste(1)
- Denise Lewis, ex multiplista britannica (West Bromwich, n. 1972)

## Nuotatori(1)
- Clyde Lewis, nuotatore australiano (Herston, n. 1997)

## Nuotatrici(2)
- Hayley Lewis, ex nuotatrice australiana (Brisbane, n. 1974)
- Sylvia Lewis, nuotatrice britannica (n. 1941)

## Ostacolisti(1)
- William Fraser Lewis, ostacolista statunitense (Canandaigua, n. 1876 - St. Petersburg, † 1962)

## Pallanuotisti(1)
- Trevor Lewis, pallanuotista britannico (Swansea, n. 1919 - Swansea, † 1995)

## Parolieri(2)
- Al Lewis, paroliere e musicista statunitense (New York, n. 1901 - New York, † 1967)
- Sam M. Lewis, paroliere, compositore e cantante statunitense (New York, n. 1885 - New York, † 1959)

## Pentatlete(1)
- Sian Lewis, pentatleta britannica (n. 1976)

## Personaggi televisivi(1)
- Shari Lewis, personaggio televisivo e doppiatrice statunitense (New York, n. 1934 - Los Angeles, † 1998)

## Pianisti(3)
- John Lewis, pianista statunitense (La Grange, n. 1920 - New York, † 2001)
- Meade Lux Lewis, pianista e compositore statunitense (Chicago, n. 1905 - Minneapolis, † 1964)
- Paul Lewis, pianista inglese (Liverpool, n. 1972)

## Piloti automobilistici(1)
- Jackie Lewis, ex pilota automobilistico inglese (Stroud, n. 1936)

## Pistard(1)
- Sophie Lewis, pistard e ciclista su strada britannica (n. 2002)

## Pittori(2)
- John Frederick Lewis, pittore inglese (Londra, n. 1805 - Walton-on-Thames, † 1876)
- Wyndham Lewis, pittore e scrittore britannico (Amherst, n. 1882 - Londra, † 1957)

## Pittrici(1)
- Maud Lewis, pittrice canadese (South Ohio, n. 1903 - Digby, † 1970)

## Poeti(1)
- Saunders Lewis, poeta, storico e politico gallese (Wallasey, n. 1893 - † 1985)

## Politici(7)
- Brandon Lewis, politico britannico (Harold Wood, n. 1971)
- James Taylor Lewis, politico e avvocato statunitense (Clarendon, n. 1819 - Columbus, † 1904)
- Jason Lewis, politico statunitense (Waterloo, n. 1955)
- Jerry Lewis, politico statunitense (Seattle, n. 1934 - Redlands, † 2021)
- John Lewis, politico statunitense (Troy, n. 1940 - Atlanta, † 2020)
- Lowell Lewis, politico montserratiano (n. 1952)
- Tom Lewis, politico statunitense (Filadelfia, n. 1924 - Palm Beach Gardens, † 2003)

## Presbiteri(1)
- David Lewis, presbitero e gesuita gallese (Abergavenny, n. 1616 - Usk, † 1679)

## Produttori cinematografici(1)
- Brad Lewis, produttore cinematografico statunitense (Sacramento, n. 1958)

## Produttori discografici(2)
- L.E.S., produttore discografico statunitense (New York, n. 1966)
- Ryan Lewis, produttore discografico, disc jockey e regista statunitense (Spokane, n. 1988)

## Pugili(4)
- Doug Lewis, pugile canadese (Toronto, n. 1898 - Los Angeles, † 1981)
- John Henry Lewis, pugile statunitense (San Francisco, n. 1914 - † 1974)
- Lennox Lewis, ex pugile britannico (Londra, n. 1965)
- Wade Lewis, pugile statunitense (Tuscaloosa, n. 1969)

## Rapper(1)
- AMG, rapper statunitense (Inglewood, n. 1970)

## Registi(4)
- Edgar Lewis, regista, attore e sceneggiatore statunitense (Holden, n. 1869 - Los Angeles, † 1938)
- Herschell Gordon Lewis, regista e produttore cinematografico statunitense (Pittsburgh, n. 1926 - Fort Lauderdale, † 2016)
- Joseph H. Lewis, regista statunitense (New York, n. 1907 - Santa Monica, † 2000)
- Robert Michael Lewis, regista e produttore cinematografico statunitense (New York, n. 1934)

## Rugbisti a 15(2)
- Andrew Lewis, rugbista a 15 e dirigente d'azienda britannico (Swansea, n. 1973)
- Dillon Lewis, rugbista a 15 britannico (Church Village, n. 1996)

## Saggisti(1)
- Michael Lewis, saggista e giornalista statunitense (New Orleans, n. 1960)

## Scacchisti(1)
- William Lewis, scacchista britannico (Birmingham, n. 1787 - Londra, † 1870)

## Scenografi(1)
- Garrett Lewis, scenografo statunitense (Saint Louis, n. 1935 - Woodland Hills, † 2013)

## Sciatori alpini(1)
- Doug Lewis, ex sciatore alpino statunitense (Middlebury, n. 1964)

## Scrittori(5)
- Sinclair Lewis, scrittore e drammaturgo statunitense (Sauk Centre, n. 1885 - Roma, † 1951)
- C. S. Lewis, scrittore, saggista e teologo britannico (Belfast, n. 1898 - Oxford, † 1963)
- Matthew Gregory Lewis, romanziere e drammaturgo britannico (Londra, n. 1775 - Oceano Atlantico, † 1818)
- Norman Lewis, scrittore britannico (Forty Hill, n. 1908 - Saffron Walden, † 2003)
- Roy Lewis, scrittore, giornalista e editore inglese (Felixstowe, n. 1913 - † 1996)

## Scrittrici(1)
- Janet Lewis, scrittrice e poetessa statunitense (Chicago, n. 1899 - Los Altos, † 1998)

## Scultrici(1)
- Edmonia Lewis, scultrice statunitense (Rensselaer, n. 1844 - Londra, † 1907)

## Soprani(1)
- Brenda Lewis, soprano statunitense (Harrisburg, n. 1921 - Westport, † 2017)

## Storici(1)
- Bernard Lewis, storico e orientalista britannico (Stoke Newington, n. 1916 - Voorhees, † 2018)

## Tenniste(1)
- Trey Lewis, ex tennista statunitense (n. 1959)

## Tennisti(4)
- Chris Lewis, ex tennista neozelandese (Auckland, n. 1957)
- Christopher Lewis, ex tennista statunitense (Santa Monica, n. 1956)
- Ernest Lewis, tennista britannico (Hammersmith, n. 1867 - Plymouth, † 1930)
- Richard Lewis, ex tennista britannico (Winchmore Hill, n. 1954)

## Velociste(3)
- Annabelle Lewis, velocista britannica (n. 1987)
- Mechelle Lewis, velocista statunitense (Fort Washington, n. 1980)
- Torrie Lewis, velocista australiana (Nottingham, n. 2005)

## Velocisti(4)
- Carl Lewis, ex velocista e lunghista statunitense (Birmingham, n. 1961)
- Brian Lewis, ex velocista statunitense (Sacramento, n. 1974)
- Ray Lewis, velocista canadese (Hamilton, n. 1910 - Hamilton, † 2003)
- Steve Lewis, ex velocista statunitense (Los Angeles, n. 1969)

## Vescovi cattolici(1)
- Owen Lewis, vescovo cattolico e diplomatico gallese (Llangadwaladr, n. 1533 - Roma, † 1595)

## Wrestler(1)
- Vach Lewis, wrestler e criminale statunitense (Coney Island, † 1908)

## Senza attività specificata(1)
- Cudjoe Lewis, beninese (Africatown, † 1935)